# Ana López Navajas
Ana López Navajas (València, 1962) és una professora valenciana. En la seua investigació ha analitzat l'absència de les dones i les seues produccions en l'àmbit científic, cultural i històric dels continguts i manuals de l'educació secundària i les implicacions d'esta absència. La seua producció va encaminada a la recuperació i difusió del llegat cultural, científic i històric de les dones, sobretot dins de l'àmbit de l'educació i la cultura.

## Trajectòria professional
Doctorada per la Universitat de València amb la tesi titulada Las mujeres que nos faltan, estudia l'absència de les dones en els llibres de text de l'Educació Secundària Obligatòria i les seues implicacions.
Ha coordinat el projecte TRACI Análisis de la ausencia de las mujeres en los manuales de la ESO, cofinançat pel Ministeri de Ciència i Innovació i l'Institut de la Dona.
El resultat del projecte, publicat en 2014 en la Revista de Educación, va revelar l'exclusió de la dona en els continguts dels llibres de text: només el 7,6% dels referents culturals i científics són femenins. Més del 92% dels personatges esmentats són homes. Aquest treball va desenvolupar una base de dades amb més de 15.000 entrades amb la informació de l'anàlisi dels llibres de text. Actualment es troba treballant en una nova base de dades que està convertint en un instrument on es podrà consultar la informació necessària per a adequar el discurs i incloure les dones necessàries en cada matèria, amb l'objectiu que els llibres de text de l'ESO adapten esta realitat.[cita 
Forma part, des del seu inici, de l'associació Clásicas y Modernas, que promou la igualtat de gènere en la cultura.

## Publicacions
Ana López Navajas ha publicat diversos articles sobre les seues recerques en prestigioses revistes especialitzades. Alguns dels seus articles més destacats són els següents:
- "Análisis de la ausencia de las mujeres en los manuales de la ESO: una genealogía de conocimiento ocultada", Revista de Educación (363), 2014 (enero-abril), p. 282-308.{{format ref}} http://www.revistaeducacion.mec.es/.[8]
- "Las escritoras ausentes en los manuales: propuestas para su inclusión", Didáctica (Lengua y literatura). ISSN 1130-0531, N.º 26, 2014, p. 217-240.[9]
- "El desconocimiento de la tradición literaria femenina y su repercusión en la falta de autoridad social de las mujeres", Quaderns de filologia. Estudis literaris. ISSN 1135-4178, Núm. 17, 2012 (Exemplar dedicat a: Les dones, l'escriptura i el poder), págs. 27-40.[10]

També ha col·laborat en obres col·lectives, entre d'altres, "El desconocimiento de la tradición literaria femenina y su repercusión en la falta de autoridad social de las mujeres", elaborat juntament amb Ángel López García, i que forma part de l'obra "Las mujeres, la escritura y el poder", coordinada per Júlia Benavent, Elena Moltó Hernández i Silvia Fabrizio Costa, del 2012, amb ISBN 9771134175 (págs. 27-40).

## Premis i reconeixements
La investigació i la lluita per la igualtat i la coeducació realitzades per Ana López Navajas han sigut valorades públicament, la qual cosa ha quedat reflectida en diversos premis:
- Premi «Top 100 Mujeres Líderes de 2018 en España», atorgat per l'organització homònima en 2018.[12]
- Premi «Avanzadoras», atorgat per Oxfam Intermón en col·laboració amb el diari 20minutos l'any 2017.[13]
- Premi «Ascensión Xirivella», atorgat per l'Associació de Juristes Dons d’Alzira l'any 2016.[14][15]